# Grand Prix Formule 1 van Canada 1992
De Grand Prix Formule 1 van Canada 1992 werd gehouden op 14 juni 1992 in Montreal.

## Uitslag
| Positie | Nummer | Rijder               | Team                | Ronden | Tijd/Opgave         | Startplaats | Punten |
| ------- | ------ | -------------------- | ------------------- | ------ | ------------------- | ----------- | ------ |
| 1       | 2      | Gerhard Berger       | McLaren-Honda       | 69     | 1:37:08.299         | 4           | 10     |
| 2       | 19     | Michael Schumacher   | Benetton-Ford       | 69     | + 12.401            | 5           | 6      |
| 3       | 27     | Jean Alesi           | Ferrari             | 69     | + 1:07.327          | 8           | 4      |
| 4       | 16     | Karl Wendlinger      | March-Ilmor         | 68     | + 1 Ronde           | 12          | 3      |
| 5       | 4      | Andrea de Cesaris    | Tyrrell-Ilmor       | 68     | + 1 Ronde           | 14          | 2      |
| 6       | 26     | Érik Comas           | Ligier-Renault      | 68     | + 1 Ronde           | 22          | 1      |
| 7       | 9      | Michele Alboreto     | Arrows-Mugen-Honda  | 68     | + 1 Ronde           | 16          |        |
| 8       | 22     | Pierluigi Martini    | Dallara-Ferrari     | 68     | + 1 Ronde           | 15          |        |
| 9       | 21     | Jyrki Järvilehto     | Dallara-Ferrari     | 68     | + 1 Ronde           | 23          |        |
| 10      | 25     | Thierry Boutsen      | Ligier-Renault      | 67     | + 2 Rondes          | 21          |        |
| 11      | 24     | Gianni Morbidelli    | Minardi-Lamborghini | 67     | + 2 Rondes          | 13          |        |
| 12      | 3      | Olivier Grouillard   | Tyrrell-Ilmor       | 67     | + 2 Rondes          | 26          |        |
| 13      | 23     | Christian Fittipaldi | Minardi-Lamborghini | 65     | + 4 Rondes          | 25          |        |
| 14      | 17     | Paul Belmondo        | March-Ilmor         | 64     | + 5 Rondes          | 20          |        |
| NF      | 30     | Ukyo Katayama        | Venturi-Lamborghini | 61     | Motor               | 11          |        |
| NF      | 20     | Martin Brundle       | Benetton-Ford       | 45     | Transmissie         | 7           |        |
| NF      | 6      | Riccardo Patrese     | Williams-Renault    | 43     | Versnellingsbak     | 2           |        |
| NF      | 1      | Ayrton Senna         | McLaren-Honda       | 37     | Elektrisch probleem | 1           |        |
| NF      | 32     | Stefano Modena       | Jordan-Yamaha       | 36     | Transmissie         | 17          |        |
| NF      | 11     | Mika Häkkinen        | Lotus-Ford          | 35     | Versnellingsbak     | 10          |        |
| NF      | 12     | Johnny Herbert       | Lotus-Ford          | 34     | Koppeling           | 6           |        |
| NF      | 28     | Ivan Capelli         | Ferrari             | 18     | Spin                | 9           |        |
| NF      | 5      | Nigel Mansell        | Williams-Renault    | 14     | Spin                | 3           |        |
| NF      | 33     | Mauricio Gugelmin    | Jordan-Yamaha       | 14     | Transmissie         | 24          |        |
| DQ      | 29     | Bertrand Gachot      | Venturi-Lamborghini | 14     | Gediskwalificeerd   | 19          |        |
| NF      | 15     | Gabriele Tarquini    | Fondmetal-Ford      | 0      | Transmissie         | 18          |        |
| NQ      | 10     | Aguri Suzuki         | Arrows-Mugen-Honda  |        |                     |             |        |
| NQ      | 7      | Eric van de Poele    | Brabham-Judd        |        |                     |             |        |
| NQ      | 14     | Andrea Chiesa        | Fondmetal-Ford      |        |                     |             |        |
| NQ      | 8      | Damon Hill           | Brabham-Judd        |        |                     |             |        |
| PQ      | 34     | Roberto Moreno       | Andrea Moda-Judd    |        |                     |             |        |

## Wetenswaardigheden
- Ayrton Senna behaalde zijn eerste pole-position van het seizoen. Het was voor het eerst dit seizoen dat Nigel Mansell niet op de pole-position stond.
- Stefano Modena moest achteraan starten.
- Bertrand Gachot werd gediskwalificeerd.
- March behaalde de laatste punten van het seizoen. Er stonden veel logo's van lokale sponsors op de bolides doordat een lokale krant had geschreven over de geldproblemen van het team.
- Ukyo Katayama was op weg naar zijn eerste punten, maar blies zijn motor op.
- Nigel Mansell moest voor de eerste keer dit seizoen opgeven. Ook zijn teamgenoot Riccardo Patrese moest opgeven.

## Statistieken
| Pole-position | Ayrton Senna   | McLaren-Honda | 1:19.775 |
| Snelste ronde | Gerhard Berger | McLaren-Honda | 1:22.325 |

## Noot
- Dit was de 250ste podiumplaats voor een Franse coureur.

1967 · 1968 · 1969 · 1970 · 1971 · 1972 · 1973 · 1974 · 1976 · 1977 · 1978 · 1979 · 1980 · 1981 · 1982 · 1983 · 1984 · 1985 · 1986 · 1988 · 1989 · 1990 · 1991 · 1992 · 1993 · 1994 · 1995 · 1996 · 1997 · 1998 · 1999 · 2000 · 2001 · 2002 · 2003 · 2004 · 2005 · 2006 · 2007 · 2008 · 2010 · 2011 · 2012 · 2013 · 2014 · 2015 · 2016 · 2017 · 2018 · 2019 · 2022 · 2023 · 2024 · 2025 · 2026 · 2027 · 2028 · 2029